# Cuigy-en-Bray
Cuigy-en-Bray is een gemeente in het Franse departement Oise (regio Hauts-de-France). De plaats maakt deel uit van het arrondissement Beauvais. Cuigy-en-Bray telde op 1 januari 2022 966 inwoners.

## Geografie
De oppervlakte van Cuigy-en-Bray bedroeg op 1 januari 2022 9,81 vierkante kilometer; de bevolkingsdichtheid was toen 98,5 inwoners per km².

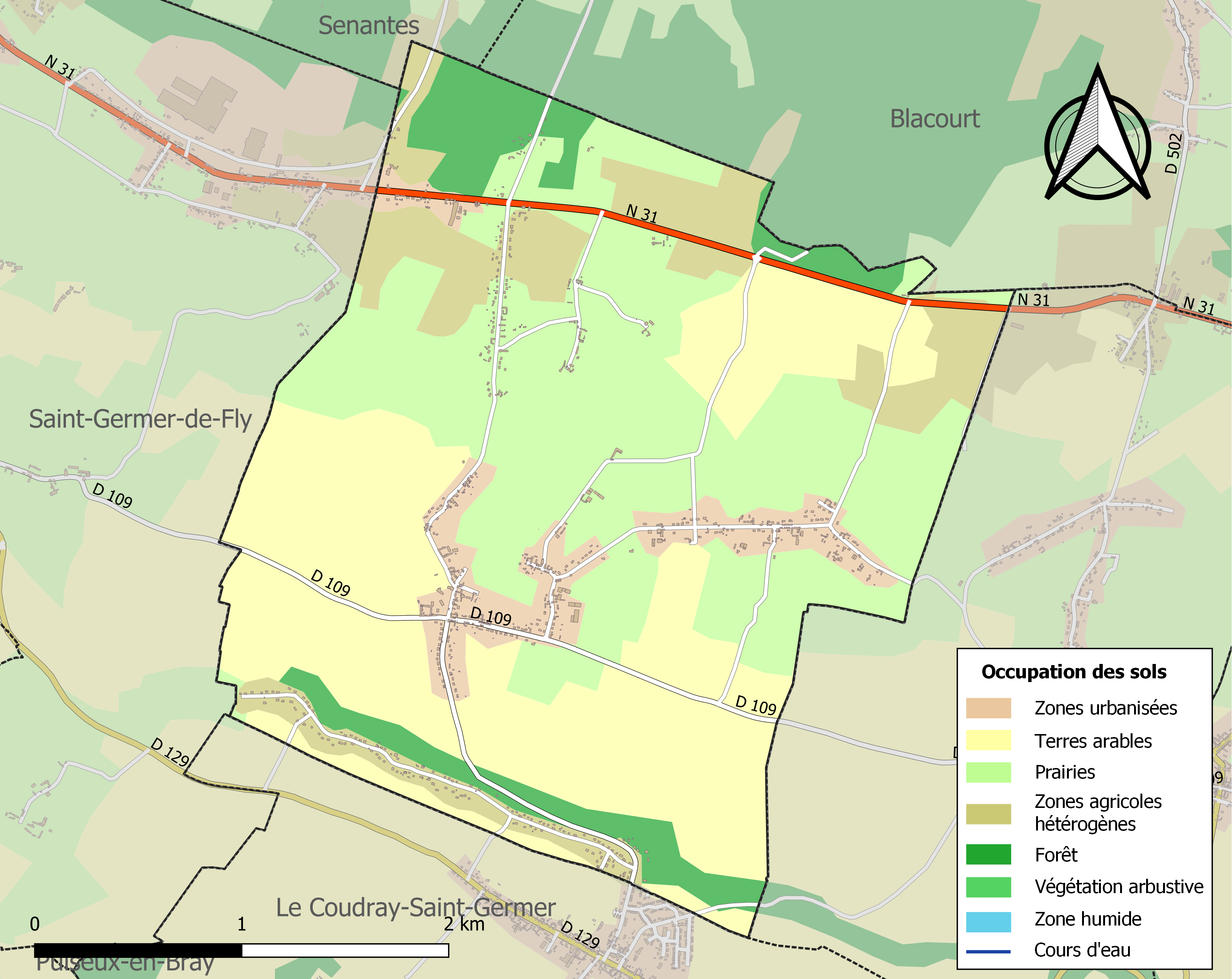
Kaart van de gemeente met belangrijkste infrastructuur, bodemgebruik en omliggende gemeenten

## Demografie
Onderstaande figuur toont het verloop van het inwonertal (bron: INSEE-tellingen).